# Aulagromyza flavoscutellata
Aulagromyza flavoscutellata är en tvåvingeart som beskrevs av Friedrich Georg Hendel 1932. Aulagromyza flavoscutellata ingår i släktet Aulagromyza och familjen minerarflugor.
Artens utbredningsområde är Österrike. Inga underarter finns listade i Catalogue of Life.